# 羅伯特·S·麥克米倫
羅伯特·S·麥克米倫（英語：Robert S. McMillan，1952年2月26日—）是美國亞利桑那大學的天文學家，負責研究小行星的太空監視計畫。

## 生涯
1977年，麥克米倫獲得博士學位，畢業於德州大學奧斯汀分校。

## 科學發現
他有了發現許多小行星，其中包括著名的小行星20000。
2008年10月19日，他發現了一顆短週期彗星麥克米倫彗星。2010年5月12日，他發現週期彗星P/2010 J3。

## 貢獻
小行星2289麥克米蘭以他的名字命名。

## 外部連結
- University of Arizona – Robert S. (Bob) McMillan
- UA Science, Lunar and Planetary Laboratory – Bob McMillan